# Тайрук (танцевальный коллектив)
«Тайрук» — народный ансамбль танца сельского Дома культуры села Кинзебулатово сельского поселения «Байгузинский сельсовет» муниципального района «Ишимбайский район», имеющий звание «народный (образцовый) коллектив». Обладатель Гран-при республиканских народных фестивалей.
В 2010 году на II Республиканском детском конкурсе башкирского танца «Баик», проходившим в  Кугарчинском районе, в Мурадымовском ущелье лучшим ансамблем признан «Тайрук», а лучшим  среди  руководителей коллективов - "тайруский" Артур Мухаметьянов
В 2011 году отмечен дипломом  3 степени на III открытом республиканский фестиваль детской народной хореографии «Хоровод дружбы»
15 октября 2011 г. народный фольклорный коллектив “Петровчане”, народный вокальный коллектив “Вдохновение”, народный танцевальный коллектив “Тайрук” Кинзебулатовского СДК приняли участие в фестивале–марафоне национальных культур Башкортостана.

## Происхождение названия
Народный ансамбль несет название главной реки родного села - притока Белой Тайрука